# Unai Núñez
Unai Núñez Gestoso (ur. 30 stycznia 1997 w Portugalete) – hiszpański piłkarz, występujący na pozycji obrońcy w hiszpańskim klubie Celta Vigo, do którego jest wypożyczony z Athletic Bilbao.